# 歯原性嚢胞
歯原性嚢胞（しげんせいのうほう、odontogenic cyst）は顎顔面領域に発生する嚢胞のうち、その原因が歯原性上皮に由来する嚢胞の総称。腫瘍の性質を持つ石灰化歯原性嚢胞や歯原性角化嚢胞は、世界保健機関などの近年の分類では、歯原性腫瘍（石灰化嚢胞性歯原性腫瘍など）に分類が変更された。

## 代表的な疾患
- 歯根嚢胞
- 含歯性嚢胞
- 原始性嚢胞
- 歯肉嚢胞
- 腺性歯原性嚢胞